# Tsugumi Oba
Tsugumi Oba (大場 つぐみ, Ōba Tsugumi) (Tokio) is een schrijver die bekend is geworden als medebedenker van de Japanse manga Death Note. De werkelijke identiteit van Ōba (en geslacht) zijn onbekend. Sommige fans geloven dat Tsugumi Ōba een schuilnaam van Hiroshi Gamo (ガモウひろし, Gamō Hiroshi) is. Volgens een korte introductietekst aan het begin van iedere manga lijkt Ōba erg op het personage L in Death Note. Dit omdat hij dezelfde zitpositie zou hebben (zittend op een stoel met knieën opgetrokken en geklemd tussen de handen).  

## Werken
Deze drie werken van Ōba werden of worden gepubliceerd in Weekly Shonen Jump, met illustraties van Takeshi Obata.
- Death Note
- Bakuman
- Platinum End

- Biblioteca Nacional de España: XX4705003
- Bibliothèque nationale de France: cb155192657 (data)
- CiNii: DA1593047X
- Gemeinsame Normdatei: 142285366
- International Standard Name Identifier: 0000 0001 2137 6179
- Library of Congress Control Number: n2007044235
- MusicBrainz: 93641669-8113-4b97-9191-576c92077eb0
- Bibliotheek van het Japanse parlement: 01054496
- Nationale Bibliotheek van Tsjechië: xx0140987
- Nationale Bibliotheek van Israël: 987007585018705171
- Nederlandse Thesaurus van Auteursnamen: 305060384
- LIBRIS: 311498
- Système universitaire de documentation: 122943457
- Virtual International Authority File: 66774415
- WorldCat: E39PBJcBQTMqFhqGTv8yH3k4bd